# Década de 1450
Séculos: Século XIV - Século XV - Século XVI
Décadas: 1420 1430 1440 - 1450 - 1460 1470 1480
Anos: 1450 - 1451 - 1452 - 1453 - 1454 - 1455 - 1456 - 1457 - 1458 - 1459